# Gau Halle-Merseburg
Il Gau Halle-Merseburg fu una divisione amministrativa della Germania nazista dal 1933 al 1945 nella provincia prussiana di Sassonia. Prima di allora, dal 1925 al 1933, fu la suddivisione regionale del partito nazista in quella zona.

## Storia
Il sistema di Gau (plurale Gaue) fu originariamente istituito in una conferenza del partito il 22 maggio 1926, al fine di migliorare l'amministrazione della struttura del partito. Dal 1933 in poi, dopo la presa del potere nazista, i Gaue sostituirono sempre più gli stati tedeschi come suddivisioni amministrative in Germania.
Alla testa di ogni Gau si trovava un Gauleiter, una posizione che divenne sempre più potente, soprattutto dopo lo scoppio della seconda guerra mondiale. I Gauleiter locali erano incaricati della propaganda e della sorveglianza e, dal settembre 1944 in poi, del Volkssturm e della difesa del Gau.
La posizione di Gauleiter a Halle-Merseburg fu inizialmente detenuta da Walter Ernst dal 1925 al 1926, seguito da Paul Hinkler dal 1926 al 1931 e Rudolf Jordan dal 1931 al 1937. Joachim Albrecht Eggeling fu l'ultimo Gauleiter che mantenne la posizione dal 1937 al 1945. I primi due Gauleiter, Ernst e Hinkler, morirono entrambi nell'ultimo mese di guerra, il primo ucciso in azione, il secondo per suicidio. Jordan, il terzo Gauleiter, fu condannato a 25 anni di prigione in Unione Sovietica dopo la guerra, ma rilasciato nel 1955 e morì nel 1988. Nella sua autobiografia, in cui Jordan parla del suo periodo come Gauleiter e in prigione, egli non si assume alcuna responsabilità sugli eventi nella Germania nazista.  Eggeling, nel tentativo di impedire la distruzione della città di Halle, inviò senza successo una petizione alla dirigenza nazista nell'aprile 1945 per ottenere il permesso di non difendere la città. Dopo il rifiuto, Eggeling si sparò il 15 aprile 1945 con la città presa dall'esercito americano il 19 aprile. 

## Gauleiter
I Gauleiter del Halle-Merseburgː
- Walter Ernst - dal 27 giugno 1925 al 30 luglio 1926.
- Paul Hinkle - da agosto 1926 al 19 gennaio 1931.
- Rudolf Jordan - dal 19 gennaio 1931 al 20 aprile 1937.
- Joachim Albrecht Eggeling - dal 20 aprile 1937 al 15 aprile 1945.